# Con el culo al aire (película)
Con el culo al aire es una película española del año 1980, dirigida por Carles Mira y protagonizada por Ovidi Montllor, Eva León, Joan Monleón y Caco Senante. El guion fue realizado por el mismo Carles Mira.

## Argumento
Trata sobre un joven que es ingresado en una institución mental debido al estado vegetativo en que queda sumido tras iniciarse en el sexo con la cantante de un grupo musical. En el manicomio conocerá a extraños personajes y experimentará sorprendentes vivencias.